# (6144) Kondojiro
(6144) Kondojiro est un astéroïde de la ceinture principale.

## Description
(6144) Kondojiro est un astéroïde de la ceinture principale. Il fut découvert le 14 mars 1994 à Kitami par Kin Endate et Kazuro Watanabe. Il présente une orbite caractérisée par un demi-grand axe de 4,75 UA, une excentricité de 0,36 et une inclinaison de 5,9° par rapport à l'écliptique.
Il est nommé d'après l'égyptologue japonais Jirō Kondō.

## Compléments